# Nola turbana
Nola turbana är en fjärilsart som beskrevs av William Schaus 1921. Nola turbana ingår i släktet Nola och familjen trågspinnare. Inga underarter finns listade i Catalogue of Life.